# Roman Anton Graeff
Roman Anton Graeff (* 9. Mai 1841 in Zell (Mosel); † 3. September 1930 in Bad Bertrich) war ein deutscher Tabakwarenfabrikant.

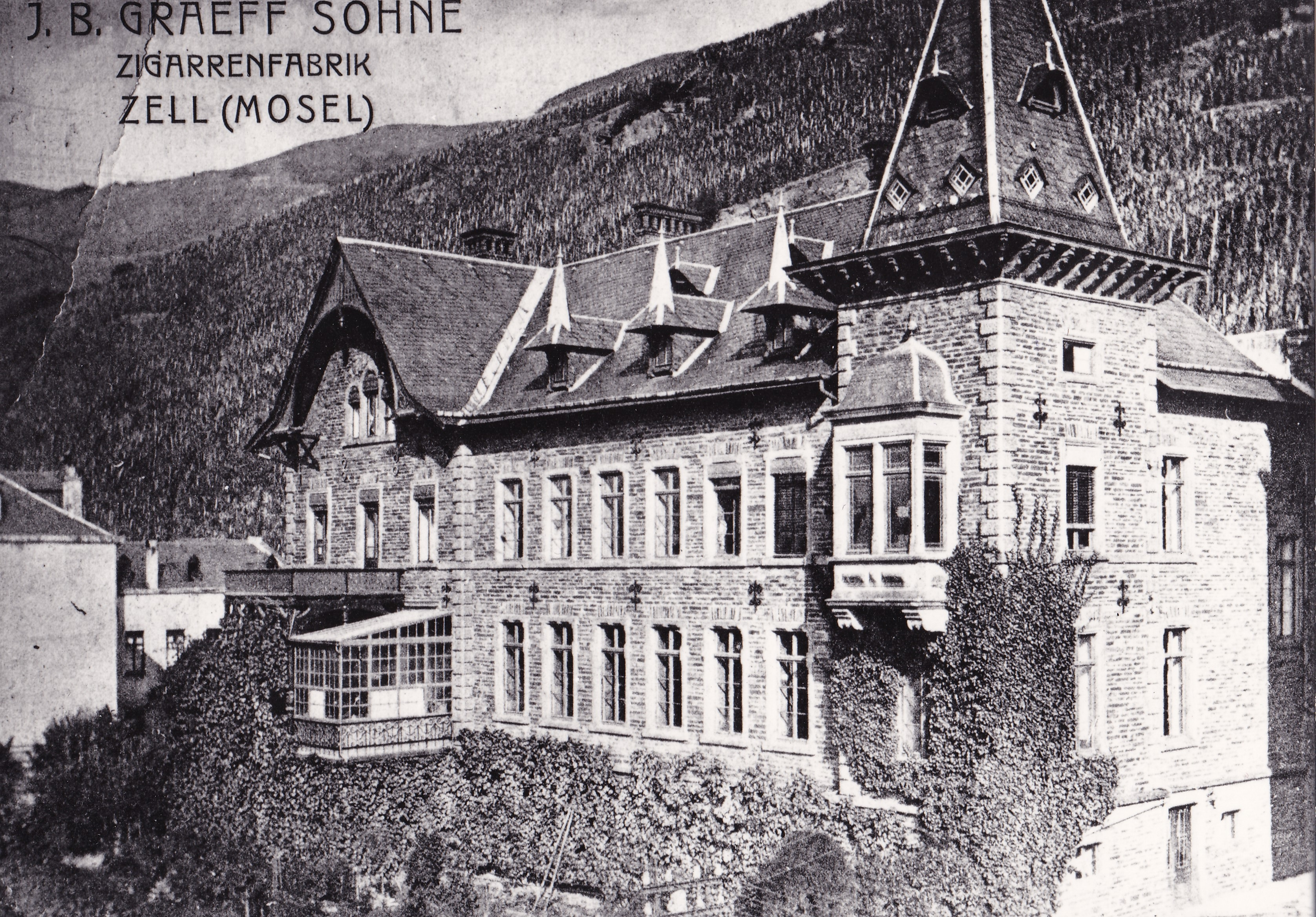
Foto der alten Zigarrenfabrik J. B. Graeff Söhne in Zell an der Mosel

## Leben
Roman Anton war ein Sohn des Zeller Tabakawarenfabrikanten Johann Baptist Graeff und dessen Ehefrau Maria Gertrude Graeff, geborene Koll (1818–1903), aus Adenau. Seine schulische Ausbildung begann Graeff zunächst noch in der Volksschule in Zell, bevor er nach Trier zur höheren Bürgerschule wechselte. Nach der Schule trat er 1860 in die väterliche Zigarrenfabrik ein. Als Freiwilliger meldete er sich später zum Militärdienst und nahm in dieser Zeit an den Kriegen 1866 und 1870/71 als Proviantamts-Feldbeamter teil.
Im Jahr 1885 übernahm er schließlich zusammen mit seinem älteren Bruder Otto Anton (* 3. März 1839; † 21. April 1917) die elterliche Tabakwarenfabrikation in Zell. Es wurden rasch weitere Filialbetriebe in Briedel, Kaimt und in Merl gegründet und die Tabakprodukte ihres Hauses erwarben sich rasch einen so guten Ruf, dass man bald in ihrem Zusammenhang von den Königen der Mosel sprach. Nach dem Tode Ottos im Jahr 1917 wurde Roman alleiniger Inhaber der Tabakfabrik. Die Firma führte er noch bis 1928 weiter, bevor er sich entschloss, die Produktion endgültig einzustellen. Das Fabrikgebäude in Zell blieb jedoch erhalten, wurde von 1928 bis 1930 umgebaut und dann als St. Josef Krankenhaus mit zunächst 55, später mit 67 Betten genutzt.

## Ämter und Mitgliedschaften
Graeff der sich über die Jahre ein großes Vertrauen in der Bevölkerung aufgebaut hatte, versah viele weitere Ämter in verschiedenen Institutionen der Stadt, im Kreisgebiet sowie im Regierungsbezirk; u. a. war er:
- 32 Jahre Stadtverordneter
- 33 Jahre 1. Beigeordneter der Stadt Zell
- 25 Jahre 1. Kreisdeputierter von 1883 bis 1917
- 23 Jahre Mitglied der Handelskammer Koblenz
- 25 Jahre stellvertretendes Mitglied des Bezirks-Ausschusses der Handelskammer
- Ehrenhauptmann der von ihm am 20. Mai 1900 gegründeten Freiwilligen Feuerwehr der Stadt Zell

## Auszeichnungen
- Königlicher Kronen-Orden (Preußen) III. Klasse
- Roter Adlerorden III. und IV. Klasse mit Schleife

## Familie
Roman Graeff war seit dem 7. Oktober 1891 mit der aus Krefeld stammenden Maria Josephine Graeff, geborene Thomas (1863–1899), die eine Tochter von Heinrich Maximilian und Josephine Caroline Leopoldine Thomas, geborene Schrick, war, verheiratet. Ein gemeinsamer Sohn war der Unternehmer, Jurist und Diplomat Max Graeff. Roman Anton Graeff hatte noch sechs Geschwister, Otto Anton (1839–1917), Bertha (1844–1867), Gertrude (1847–1906), Franz Xaver (1849–1906), Carl Heinrich (1855–1895) und Pauline (1857–1908).